# WondLa (serie di romanzi)
WondLa è una serie di romanzi di fantascienza per ragazzi scritta da Tony DiTerlizzi. La trilogia originale comprende Alla ricerca di Wondla (The Search for WondLa), 2010; L'eroe di Wondla (A Hero For WondLa), 2012 (inedito in Italia); La battaglia di Wondla (The Battle For WondLa), 2014 (inedito in Italia). 

## La serie di romanzi
I libri, pubblicati in ordine cronologico, sono:
1. Alla ricerca di Wondla (The Search for WondLa) (2010)
2. L'eroe di Wondla (A Hero For WondLa) (2012)
3. La battaglia di Wondla (The Battle For WondLa) (2014)

## Struttura

### Trasposizioni in altri media

#### Televisione
- WondLa (2024)

Nel febbraio 2021, è stato annunciato che Apple, in collaborazione con Skydance Animation, stava creando un adattamento televisivo di Alla ricerca di Wondla (The Search for WondLa) da trasmettere in streaming su Apple TV+. Originariamente doveva essere scritto e prodotto esecutivamente dalla showrunner Lauren Montgomery con Chad Quant, Tony DiTerlizzi e il capo della Skydance Animation John Lasseter collegati come produttori esecutivi. 
Da allora Montgomery ha lasciato il progetto ed è stato sostituito da Bobs Gannaway, uno dei colleghi dell'era Disney di Lasseter. Il figlio di Lasseter, il regista di cortometraggi Bennett Lasseter, è stato assunto come consulente nello show. 
La serie doveva debuttare nel 2023 con nuove edizioni dei libri in copertina rigida e tascabile entro settembre. 
È interpretato da Jeanine Mason, Teri Hatcher, Gary Anthony Williams, Brad Garrett, Chiké Okonkwo, Alan Tudyk e D. C. Douglas. La serie uscirà su Apple TV+ il 28 giugno 2024. 

## WondLa-Vision
WondLa-Vision era un componente interattivo utilizzato al lancio della trilogia WondLa che consiste in una mappa in realtà aumentata che con l’utilizzo di una webcam permette di vedere sullo schermo del proprio computer di vedere se stessi sullo sfondo mentre una mappa si apre, creando l'illusione di un'immagine olografica. 
La mappa ti immerge nel mondo di Eva: muovendosi, zoomando dentro e indietro mentre guardi Eva e il suo equipaggio navigare nel mondo di Orbona sullo schermo del tuo computer. Gli uccelli chiamano e Omnipod emette un segnale acustico mentre guardi (e ti guardi a guardare) la mappa.
La mappa è renderizzata per assomigliare a una versione 3D dei disegni di DiTerlizzi creando mix di disegni 2D che si muovono su una mappa 3D rendendo la mappa è un'estensione di un libro. 
Purtroppo il software non è più supportato ed è stato rimosso dal sito. 